# Куликово (Переславське сільське поселення)
Куликово (рос. Куликово) — селище Зеленоградського району, Калінінградської області Росії. Входить до складу Переславського сільського поселення.
Населення — 108 осіб (2015 рік).

## Населення
| 2002 | 2010 |
| ---- | ---- |
| 87   | ↗108 |